# 1740'erne
Århundreder: 17. århundrede – 18. århundrede – 19. århundrede
Årtier: 1690'erne 1700'erne 1710'erne 1720'erne 1730'erne – 1740'erne – 1750'erne 1760'erne 1770'erne 1780'erne 1790'erne
År: 1740 1741 1742 1743 1744 1745 1746 1747 1748 1749
Begivenheder
Personer